# Henri Maïdou
Henri Maïdou (* 14. Februar 1936) war von 1978 bis 1979 Premierminister der heutigen Zentralafrikanischen Republik.

## Politische Laufbahn
Maïdou gehörte zur 1949 von Barthélemy Boganda gegründeten Partei Mouvement pour l'Évolution Sociale d'Afrique Noire (MESAN), die nach der Unabhängigkeit des Landes von Frankreich 1960 zur Einheitspartei wurde. Er wurde am 14. Juli 1978 Premierminister des „Zentralafrikanischen Kaiserreichs“ unter dem seit 1966 regierenden Jean-Bédel Bokassa, der sich seit Dezember 1976 Kaiser Bokassa I. nannte. Seit Anfang 1979 wurde die Regierung mit massiven Protesten gegen Bokassas Herrschaft konfrontiert. Mit dem Sturz Bokassas durch seinen Cousin, den Ex-Präsidenten David Dacko wechselte Maïdou am 26. September 1979 aus dem Amt des Regierungschefs in das des Vizepräsidenten.
Bei den Präsidentschaftswahlen vom 15. Februar 1981 erreichte er als Kandidat der Partei Parti Républicain de Progrès (PRP) mit 24.007 Stimmen (3,28 %) den vierten Platz. Dacko siegte mit 51,10 % und wurde am 20. September 1981 gestürzt.
Präsident Ange-Félix Patassé, zugleich Maïdous Vorgänger als Premierminister unter Bokassa, ernannte ihn am 28. Dezember 2002 zum Koordinator für den „nationalen Dialog“ zur Beendigung der Unruhen im Land. Am 11. Juli 2003 wurde er vom wenige Monate zuvor durch einen Putsch an die Macht gekommenen Präsidenten François Bozizé zum Berater im Rang eines Staatsministers berufen.